# Adolfo de Lima Mayer
Adolfo de Lima Mayer (Lisboa, São José, 20.05.1878 - Sintra, São Martinho, 20.04.1919) foi um empresário português dos séculos XIX e XX. 
Do lado do seu pai, António Mayer Junior, era neto do francês António Simão Mayer, capitão do exército do General Junot, que lhe deu o encargo de promover um serviço de comunicações entre Sevilha e Lisboa, que assegurasse o abastecimento das tropas francesas, durante a Guerra Peninsular. Do lado da mãe, Clementina de Lima, descendia de uma familia Lima, de Vinhais e Bragança, cuja ascendência remontaria ao século de 500. A avo paterna, Jeanette Salomon, era de origem judaica. 
Sucedeu ao comando da sociedade comercial fundada pelo seu pai.
Mandou construir, sobre projeto do veneziano Nicola Bigaglia, um edifício no principio da Rua do Salitre, fazendo esquina com a Avenida da Liberdade, hoje conhecido como Palácio Mayer. Galardoado com o Prémio Valmor de 1902 e hoje sede do Consulado de Espanha em Lisboa, o palácio constitui um assinalável exemplar de arquitetura revivalista em Portugal, sendo o Renascimento o período de referência eleito para a recolha e reprodução do vocabulário arquitetónico e gramática ornamental. 
A propriedade incluía um extenso jardim, que na sequencia da morte de Adolfo de Lima Mayer foi vendido a Artur Brandão, o primeiro promotor de um parque de diversões, que posteriormente o vendeu de novo ao jornalista, escritor e empresário, um dos criadores da Revista à Portuguesa, Luís Galhardo, que com outros sócios constituiu a Sociedade Avenida Parque. Nascia assim o Parque Mayer, inaugurado, precisamente em 15 de junho de 1922.
Casou em Lisboa, em 1870, com D. Maria Amália Rosalina Pereira Guimarães
Era irmão de Carlos de Lima Mayer.